# Skepperiella spathularia
Skepperiella spathularia är en svampart som först beskrevs av Berk. & M.A. Curtis, och fick sitt nu gällande namn av Albert Pilát 1927. Skepperiella spathularia ingår i släktet Skepperiella och familjen Marasmiaceae.   Inga underarter finns listade i Catalogue of Life.